# Stubbmusseron
Stubbmusseron (Tricholomopsis decora) är en svampart som först beskrevs av Elias Fries, och fick sitt nu gällande namn av Rolf Singer 1939. Enligt Catalogue of Life ingår Stubbmusseron i släktet Tricholomopsis,  och familjen Tricholomataceae, men enligt Dyntaxa är tillhörigheten istället släktet Tricholomopsis,  och familjen Chromocyphellaceae. Arten är reproducerande i Sverige. Inga underarter finns listade i Catalogue of Life. jag vet inte om den går att äta

## Bildgalleri

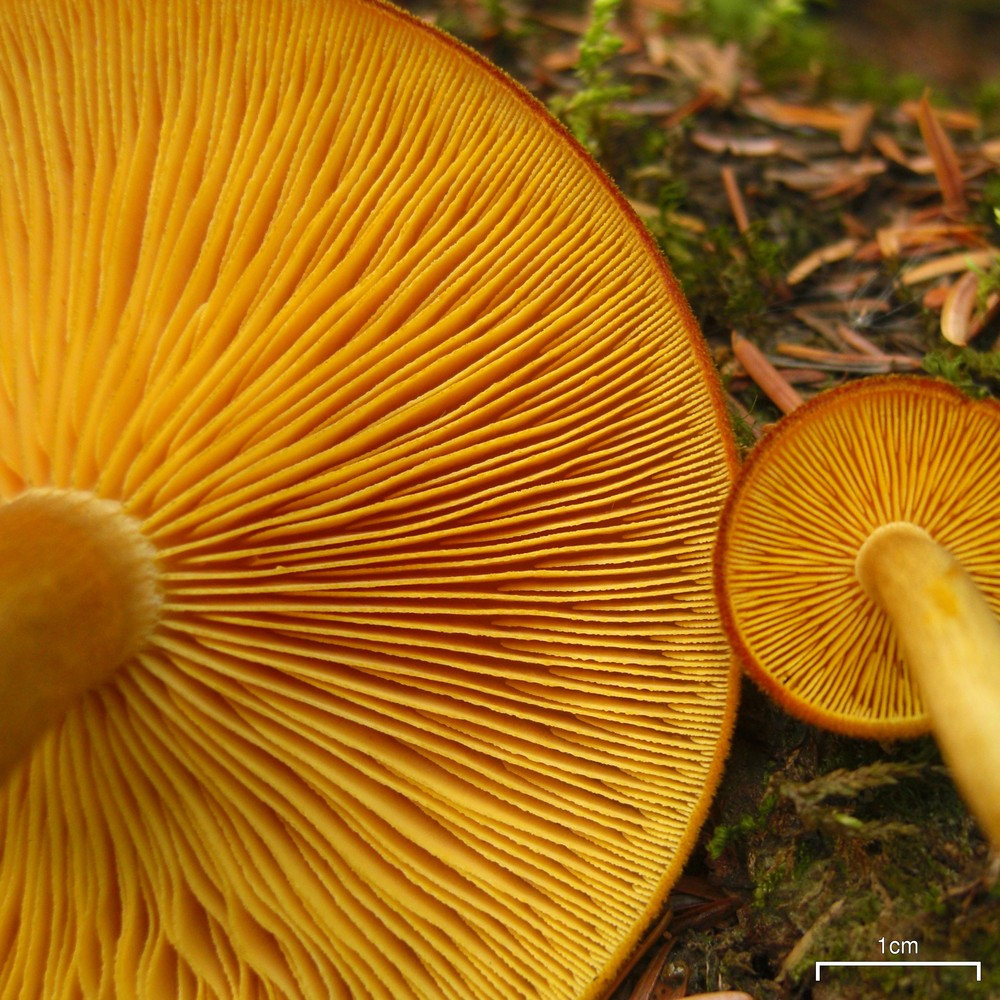
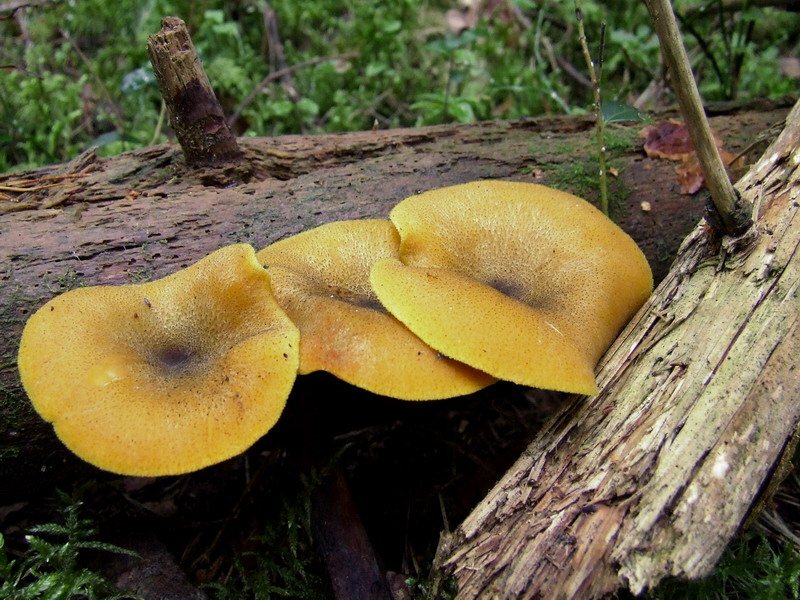
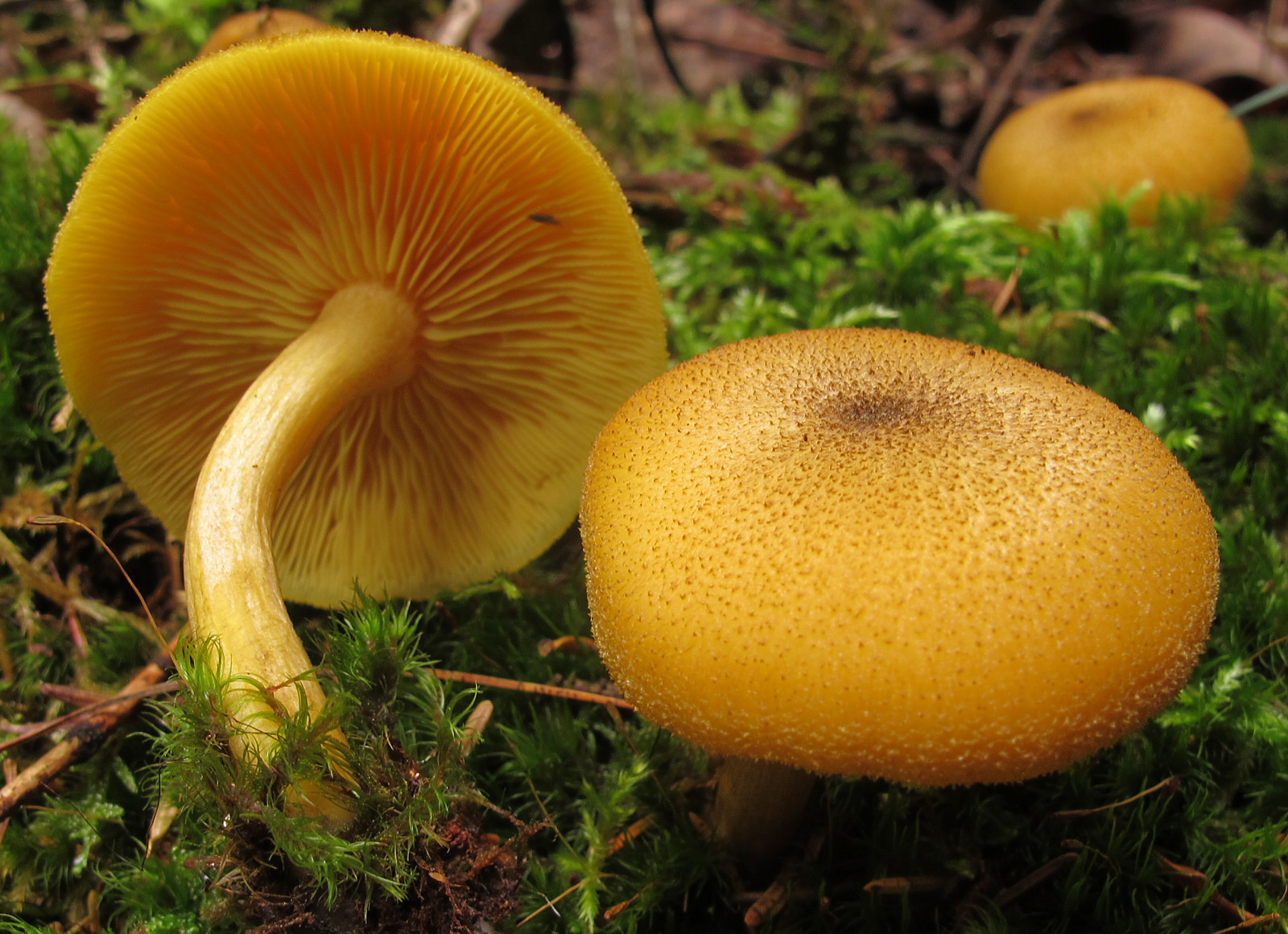
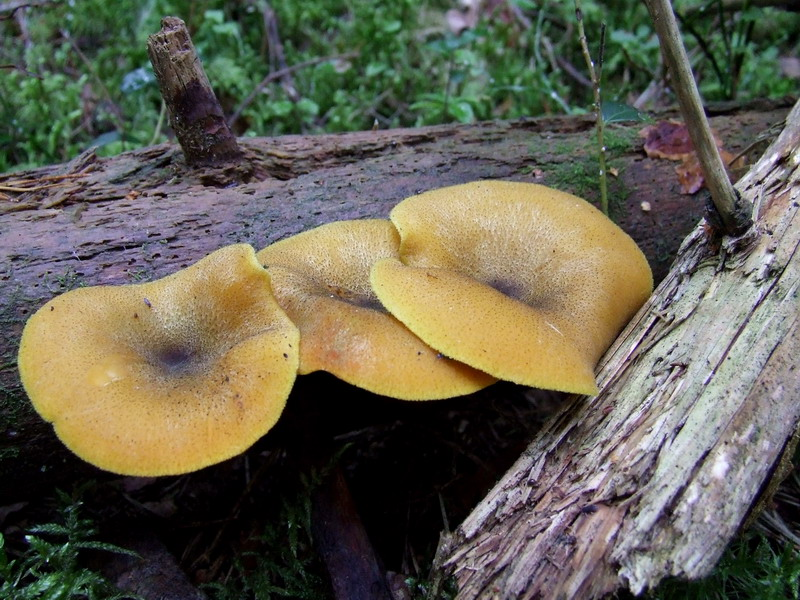
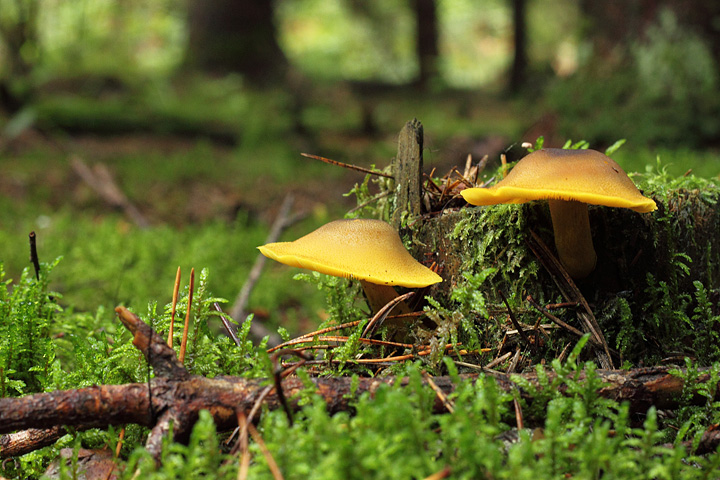